# 亨利县 (亚拉巴马州)
亨利县（英語：Henry County）是位于美国亚拉巴马州东南部的一个县，县治阿比维尔。根据美国人口调查局2000年统计，共有人口16,310，其中白人占65.67%、非裔美国人占32.3%。